# NGC 5456
NGC 5456 (również PGC 50213 lub UGC 9004) – galaktyka soczewkowata (S0), znajdująca się w gwiazdozbiorze Wolarza. Odkrył ją Heinrich Louis d’Arrest 7 lutego 1862 roku. Należy do galaktyk Seyferta typu 2.